# Club Deportivo Real Juventud San Joaquín
El Club Deportivo Real Juventud San Joaquín es un club de fútbol de Chile, con sede en la comuna de San Joaquín, en la ciudad de Santiago. Fue fundado el 15 de diciembre de 1998 y compite en la Segunda División Profesional, tercera categoría del fútbol chileno.

## Historia
El club fue fundado por Jaime Lizama y Leonor Palma, como la escuela de fútbol «Bam Bam Zamorano» en la población La Legua de la comuna de San Joaquín. Su nombre fue un homenaje al delantero chileno Iván Zamorano. Comenzó disputando torneos locales, y el 8 de marzo de 2013 cambió su nombre a Real San Joaquín, mismo año en el cual ingresó a Tercera División B. Al año siguiente, el equipo se consagró campeón y logró el ascenso a la Tercera División A.
En la temporada 2021, luego de estar varias temporadas en Tercera División A, estando varias veces a punto de subir de categoría, el equipo de los chicos buenos consiguió el ascenso al profesionalismo, tras derrotar como local por 4-1 a Provincial Ranco, consiguiendo el subcampeonato de la categoría, por lo que logró los pasajes a la Segunda División Profesional, junto con el campeón Trasandino.
Su primer partido en el profesionalismo, llegó el 3 de abril de 2022, cuando derrotó como visitante por 1-0 a General Velásquez en San Vicente de Tagua Tagua, con gol de Leandro Ruiz. En su primera temporada en el profesionalismo y específicamente, en la Segunda División Profesional, el equipo de los chicos buenos terminó ubicado en el quinto lugar con 30 puntos, a 13 puntos de San Marcos de Arica, equipo campeón y único ascendido a la Primera B.

## Uniforme

### Equipamiento
| Período   | Proveedor   |
| --------- | ----------- |
| 2013-2018 | Kuden       |
| 2020-2021 | Sport Vicaf |
| 2022      | Playmaker   |
| 2023      | 7PKTE       |
| 2024      | Guerrieri   |
| 2025-     | Pion Sport  |

| Período   | Auspiciador     |
| --------- | --------------- |
| 2013-2014 | La Gran Ocasión |
| 2020-     | Carnes Bilbao   |

## Datos del club
- Temporadas en Segunda División Profesional: 4 (2022-)
- Temporadas en Tercera División A: 7 (2015-2021)
- Temporadas en Tercera División B: 2 (2013-2014)
- Participaciones en Copa Chile: 2 (2022, 2023)

## Jugadores

### Plantilla 2025
- Por disposición de la ANFP, los equipos chilenos en la Segunda División Profesional están limitados a tener en su plantel un máximo de tres futbolistas extranjeros, excluidos aquellos registrados en el Fútbol Formativo, pero:
- Por disposición de la ANFP, el número de las camisetas no puede sobrepasar al número de jugadores inscritos.
- Por disposición de la ANFP el plantel debe utilizar al menos 1638 minutos a juveniles chilenos (nac. 1 de enero de 2003).

### Altas 2025
| Jugador          | Posición      | Procedencia        | Tipo  |
| ---------------- | ------------- | ------------------ | ----- |
| Elías Hartard    | Portero       | Deportes La Serena | Libre |
| Diego Muñoz      | Defensa       | Agente libre       | Libre |
| Lucas Abarca     | Defensa       | Provincial Osorno  | Libre |
| Marcelo Carvajal | Mediocampista | General Velásquez  | Libre |
| Tomás Pino       | Delantero     | Wiliete            | Libre |

### Bajas 2025
| Jugador               | Posición      | Destino             | Tipo  |
| --------------------- | ------------- | ------------------- | ----- |
| Brayan Manosalva      | Portero       | Deportes Concepción | Libre |
| Nicolás Díaz          | Defensa       | General Velásquez   | Libre |
| Diego Salvia          | Defensa       | Brujas de Salamanca | Libre |
| Cristopher Penroz     | Defensa       | Bandera de ?        | Libre |
| Rodrigo Parada        | Defensa       | Bandera de ?        | Libre |
| Aaron Fuenzalida      | Defensa       | Bandera de ?        | Libre |
| Gerson Acevedo        | Mediocampista | Bandera de ?        | Libre |
| Renato González       | Mediocampista | Bandera de ?        | Libre |
| Augustine Ezeali      | Mediocampista | Bandera de ?        | Libre |
| Nicolás Alarcón       | Mediocampista | Bandera de ?        | Libre |
| Gerard Collao         | Delantero     | Brujas de Salamanca | Libre |
| Hugo Toro             | Delantero     | Deportes Linares    | Libre |
| Juan Sebastián Ibarra | Delantero     | Bandera de ?        | Libre |
| Leandro Ruiz          | Delantero     | Rodelindo Román     | Libre |

## Entrenadores

### Cronología
- Jaime Lizama (2013-)

## Palmarés

### Torneos nacionales
- Tercera División B (1): 2014